# Consiglio dei commissari del popolo della RSFS Russa
Il Consiglio dei commissari del popolo della RSFS Russa (in russo Совет народных комиссаров РСФСР?, Sovet narodnych komissarov RSFSR), abbreviato in Sovnarkom o SNK della RSFSR, è stato il governo della Repubblica Socialista Federativa Sovietica Russa fino al 1946, quando fu riorganizzato in Consiglio dei ministri.

## Storia
Il primo Sovnarkom fu costituito, in qualità di "Governo temporaneo degli operai e dei contadini", durante la Rivoluzione d'ottobre con decreto del II Congresso panrusso dei Soviet. Dopo la dissoluzione dell'Assemblea costituente panrussa il Consiglio perse l'aggettivo di "temporaneo" e fu poi definitivamente confermato nelle sue funzioni dalla Costituzione sovietica del 1918.
Il Consiglio era composto di Commissari del popolo (Narkom), che dirigevano i Commissariati del popolo (Narkomat). Dopo la nascita dell'Unione Sovietica il Sovnarkom della RSFS Russa continuò a operare a livello repubblicano, mentre un analogo istituto fu creato a livello federale. I Commissariati del popolo furono allora distinti in federali, cioè di esclusiva competenza del Governo centrale, unificati e repubblicani.

## Membri del Primo Sovnarkom della RSFS Russa
- Lenin - Presidente del Consiglio dei Commissari del popolo
- Aleksej Rykov - Commissario del popolo per gli affari interni
- Vladimir Miljutin - Commissario del popolo per l'agricoltura
- Aleksandr Gavrilovič Šljapnikov - Commissario del popolo per il lavoro
- Vladimir Antonov-Ovseenko, Nikolaj Krylenko e Pavel Dybenko - Commissari del popolo per gli affari bellici e marittimi
- Viktor Nogin - Commissari del popolo per il commercio e l'industria
- Anatolij Lunačarskij - Commissario del popolo per l'istruzione
- Ivan Stepanov - Commissario del popolo per le finanze
- Lev Trotskij - Commissario del popolo per gli affari esteri
- Georgij Lomov - Commissario del popolo per la giustizia
- Ivan Teodorovič - Commissario del popolo per l'alimentazione
- Nikolaj Glebov - Commissario del popolo per le poste e i telegrafi
- Stalin - Commissario del popolo per le nazionalità
- Aleksandra Michajlovna Kollontaj - Commissario del popolo per la solidarietà statale

## Presidenti del Sovnarkom della RSFS Russa
- Lenin (8 novembre 1917 — 21 gennaio 1924)
- Aleksej Rikov (2 febbraio 1924 — 18 maggio 1929)
- Sergej Syrcov (18 maggio 1929 — 3 novembre 1930)
- Daniil Sulimov (3 novembre 1930 — 22 luglio 1937)
- Nikolaj Bulganin (22 luglio 1937 — 17 settembre 1938)
- Vasilij Vachrušev (29 luglio 1939 — 2 giugno 1940)
- Ivan Chochlov (2 giugno 1940 — 23 giugno 1943)
- Aleksej Kosygin (23 giugno 1943 — 23 marzo 1946)